# Eugen Strouhal
Eugen Strouhal (24. leden 1931, Praha – 20. říjen 2016, Praha), v běžném životě a v publikacích užíval jméno Evžen Strouhal, byl významný český antropolog, archeolog, lékař a muzejník, který přispěl k založení vědního oboru paleopatologie. Zabýval se především výzkumem starého Egypta. Působil v Československém egyptologickém ústavu Univerzity Karlovy (dnes Český egyptologický ústav), následně v Náprstkově muzeu asijských, afrických a amerických kultur, a později také na 1. lékařské fakultě Univerzity Karlovy v Praze. Hlásil se ke katolickému vyznání a prosazoval ekumenický přístup.

## Život a dílo

### Mládí a studia
Eugen Strouhal se narodil v Praze do vědecké rodiny. Oba jeho rodiče byli lékaři. Dědeček, Vincenc Strouhal, patřil mezi kapacitu v oblasti experimentální fyziky, jeho biografii věnoval i jednu ze svých posledních knih Profesor Čeněk Strouhal, zakladatel české experimentální fyziky. V roce 1956 vystudoval na Univerzitě Karlově v Praze Fakultu všeobecného lékařství a o tři roky později Filozoficko-historickou fakultu.

## Kariéra

### Počátky kariéry
Od roku 1956 do roku 1957 působil jako lékař ve Františkových Lázních. Následně roku 1957 nastoupil jako odborný asistent do Biologického ústavu Lékařské fakulty Univerzity Karlovy v Plzni, kde působil do roku 1960. Zde započala jeho pedagogická činnost, která zaznamenala u studentů velkou popularitu. Poté krátce působil na lůžkovém oddělení Výzkumného ústavu endokrinologickém v Praze-Motole. Od roku 1961 se stal členem Československého egyptologického ústavu Filozofické fakulty Univerzity Karlovy v Praze, kde působil do roku 1968. V těchto letech také učil antropologii a archeologii zahraniční studenty v angličtině a francouzštině na Univerzitě 17. listopadu.

### Politické pozadí
Vzhledem k událostem Pražského jara roku 1968 byl na něj, pro udržení se na Karlově univerzitě, činěn nátlak, aby vstoupil do Komunistické strany Československé. To odmítl a rozhodl se pro zaměstnání v Náprstkově muzeu asijských, afrických a amerických kultur, kde mu bylo umožněno v započaté práci pokračovat. Zde působil jako kurátor sbírek od roku 1969 do roku 1992. Tam se zasloužil o pokračování expedic a o založení a uspořádání sbírkových fondů pravěku a starověku z oblasti Egypta. Na Karlovu univerzitu se jako pedagog vrátil po sametové revoluci v roce 1989. Začal vyučovat od roku 1990 na 1. lékařské fakultě v jejím Ústavu dějin lékařství a cizích jazyků, jehož byl od roku 1993 (v témže roce ukončil zaměstnání v Náprstkově muzeu) do roku 1998 přednostou a poté emeritním profesorem. Zasloužil se o znovuzrození tohoto ústavu, který během normalizace téměř zanikl.

### Kariérní úspěchy
Do Náprstkova muzea převedl značnou část staroegyptských mumií. Roku 1971 uspořádal výstavu Staroegyptské mumie, které zkoumal spolu s radiologem Lubošem Vyhnánkem. Na základě této spolupráce vznikla publikace Egyptian Mummies in Czechoslovak Collections vydaná v roce 1979, jež patřila mezi jedny nejuznávanějších tohoto typu. Díky popularitě u studentů se zasloužil o prosazení paleopatologie, jakožto individuální složky lékařského programu. Na Lékařské fakultě Univerzity Karlovy uspořádal několik konferencí, např. Konference o historii medicíny v roce 1996 a 12. sjezd Paleopatologické asociace v Praze a Plzni roku 1998.
Roku 2004 se zotavil z vážné, život ohrožující nemoci. Následně se rozhodl odejít z Karlovy Univerzity, za zásluhy tomuto ústavu mu byl udělen titul emeritního profesora. Nepřestal se věnovat studiu a výzkumu paleopatologie.

### Výpravy do Egypta
Od roku 1961 do roku 1965 se opakovaně zúčastňoval expedic do Núbie v rámci programu UNESCO, který usiloval o záchranu památek ohrožených vodami nově budované Vysoké Asuánské přehrady. Zde se podílel především na výzkumu pohřebišť z pozdně Římské a raně Byzantské doby u Wádí Kitny a Kalábši jih. Tyto expedice ho inspirovaly k uspořádání další série výzkumných výprav, které se konaly od roku 1965 do roku 1967, zkoumajících obyvatelstvo přesídlené z oblasti zaplavené Vysokou Asuánskou přehradou.
Účastnil se československého archeologického výzkumu v Abúsíru nedaleko Káhiry. V roce 1961, 1966 a 1968 pak přímo při odkrývání Ptahšepsesovy mastaby, která patří mezi největší nekrálovské hrobky Egypta 3. tisíciletí př. n. l. Expedic do Abúsíru se účastnil i po odchodu z Filozofické fakulty Univerzity Karlovy roku 2004. Spolupracoval rovněž s britsko-nizozemskou expedicí v severní Sakkáře a s rakouskou expedicí v núbijské Sajále.

### Přínos pro paleopatologii
Patřil mezi největší vědecké kapacity tohoto oboru. Spoluzaložil Paleopatologickou asociaci (Detroit 1982). Zabýval se především doklady o nádorovém bujení a výzkumem tělesných pozůstatků historických osobností starověkého Egypta, především panovníků a členů jejich rodin.

## Ocenění
- 1968, kandidát věd
- 1969, čestné členství Rakouské antropologické společnosti ve Vídni
- 1980, čestné členství Španělské antropologické společnosti v Madridu
- 1981, Hrdličkova pamětní medaile
- 1985, čestné členství Švédské antropologické společnosti ve Stockholmu
- 1987, Michałowskiho medaile
- 1988, čestné členství Polské antropologické společnosti ve Varšavě
- 1991, čestné členství Rakouského archeologického institutu ve Vídni
- 1991–1995, získal ocenění, jež byly odmítnuty předchozím režimem
- 1991, doktor věd a archeologie na Filozofické fakultě Univerzity Karlovy v Praze, docent na Fakultě archeologie Varšavské Univerzity
- 1992, docent na přírodovědecké fakultě Univerzity Karlovy v oboru antropologie
- 1995, profesor dějin lékařství na 1. Lékařské fakultě Univerzity Karlovy v Praze
- 1998, tři medaile z Filozofické fakulty Univerzity Karlovy
- 2004, emeritní profesor Ústavu dějin lékařství a cizích jazyků
- 2006, čestné členství společnosti pro dějiny věd a techniky v Praze